# سیارک ۱۵۵۶۷
سیارک ۱۵۵۶۷ (به انگلیسی: 15567 Giacomelli، نامگذاری:2000GF53) پانزده هزار و پانصد و شصت و هفتمین سیارک کشف شده‌است که در ۵ آوریل ۲۰۰۰ کشف شد.
قدر مطلق سیارک برابر ۱۷.۸ است.